# 辛訪
辛訪（1426年—1473年），字咨道，河南開封府許州襄城縣人，民籍，明朝政治人物。進士出身。

## 生平
正統十二年（1447年）丁卯科河南鄉試第三名。景泰二年（1451年）辛未科會試第一百九十四名，殿試登進士第三甲第八十四名。观政吏部，会都察院奏御史员缺，诏吏部选进士勤慎者补之，遂擢广东道监察御史，奉命至延绥、榆林慰勞邊軍。丁母憂，服闋，改南京四川道御史，监天顺三年（1459年）己卯科應天鄉試，四年閏十一月迁浙江按察司佥事，成化六年（1470年）六月升福建按察司副使、巡视海道，七年十月因海贼驾船入三江口，杀人无数，被逮问。後释出，丁父憂，卒于家，年四十八。

## 家族
曾祖辛仲良。祖父辛至善，曾贈戶部主事。父亲辛文遜，以子贵封文林郎南京四川道监察御史；母蔚氏，赠太孺人。